# Русский язык в Узбекистане
Русский язык в Узбекистане — язык межнационального общения (де-факто) в Узбекистане, является вторым по распространённости языком в стране после узбекского. Особенно активно используется в Ташкенте и некоторых крупных городах.
Широко используется в межнациональном общении, образовании, бизнесе, СМИ и повседневной жизни, особенно в городах. Русский язык получил распространение после присоединения Ташкента к Российской империи в 1860-х годах, а в советский период стал родным или вторым языком для значительной части населения, включая представителей различных национальностей. Несмотря на отсутствие официального статуса, русский язык продолжает играть важную роль в социальной и культурной жизни Узбекистана. Одним из признаков его статуса является практика двуязычных обращений президента Узбекистана: в новогодних поздравлениях Шавкат Мирзиёев традиционно сначала обращается к гражданам на русском языке, а затем — на узбекском.
На 2025 год оценки численности русскоязычного населения Узбекистана значительно различаются: по разным источникам, русским языком владеют от 18,5 % до 70 % населения. Разброс объясняется различиями в критериях — одни исследования учитывают лишь активное использование языка, другие включают также пассивное владение (понимание речи и текстов без регулярного устного общения).

## История правового статуса русского языка в Узбекистане
С 1860-х до 1930-х годов русский язык выполнял функции официального языка делопроизводства и образования в Узбекистане. В советский период, с 1930-х по 1989 год, официальный статус имели русский, узбекский и каракалпакский языки. В республике сложилась система многоязычного образования: полностью функционировали образовательные вертикали на русском и узбекском языках, а также школы на казахском, каракалпакском, таджикском, киргизском и туркменском. Билингвизм был распространён, особенно в городах; по переписи 1970 года 0,5 % узбеков называли русский родным, а 14,5 % свободно владели им как вторым языком.

В 1989 году в принятом Законе «О государственном языке» узбекский был объявлен государственным, а русский — языком межнационального общения. Эти положения были подтверждены в законе «О государственном языке Республики Узбекистан» от 21 декабря 1995 года, где, в частности, закреплялось право граждан получать нотариально оформленные документы на русском языке. Однако в действующей редакции закона на 2016 год русский язык уже не имеет статуса языка межнационального общения; его использование упоминается лишь в статье 12, допускающей оформление документов на русском языке по требованию граждан.

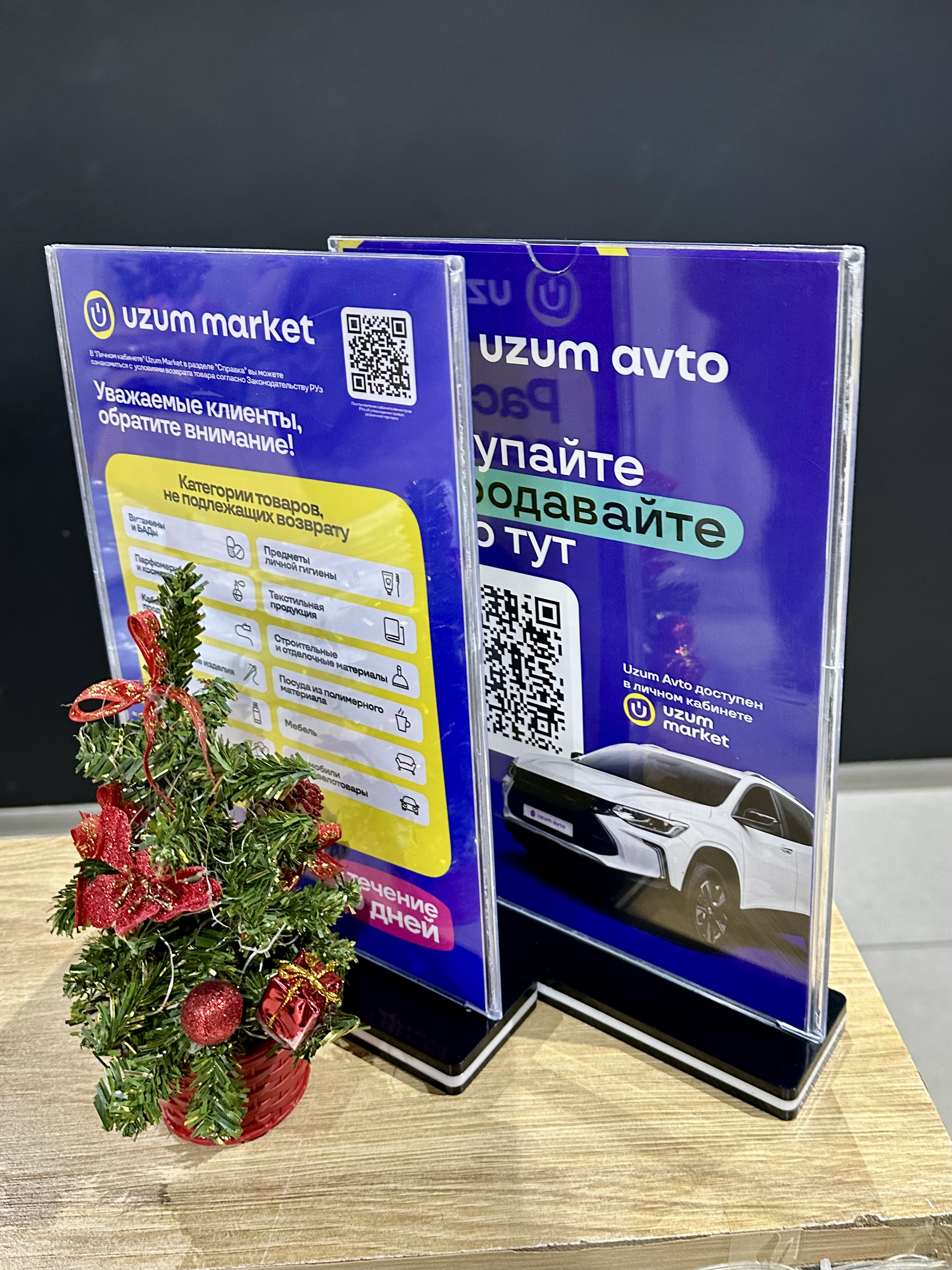
Информационные таблички на русском языке в пункте выдачи заказов маркетплейса. Ташкент, 2024

В первой половине 2020-х годов в Узбекистане в соответствии со статьёй 6 Закона «О рекламе», предусматривающей обязательное использование узбекского языка в рекламных материалах, проводятся мероприятия по демонтажу вывесок и рекламных конструкций, выполненных на русском языке.

## Языковая политика и роль русского языка после 1991 года
В течение более полутора столетий русский язык оказывал значительное влияние на узбекский — прежде всего в области письменности, лексики и антропонимики. После обретения независимости в Узбекистане начался процесс культурной и языковой дерусификации, включая переход на латиницу, что привело к частичному разрыву между двумя языками. Административная узбекизация и приоритетное финансирование изучения английского языка не всегда соответствуют реальному экономическому спросу: востребованность русского языка продолжает расти. При этом представители титульной нации составляют основную часть трудовых мигрантов в России, однако многие испытывают языковые трудности и проблемы с адаптацией, что связано с нехваткой учебников и учебных часов по русскому языку, особенно в сельских школах.

### Образование
По данным на 2005 год, из 315 общеобразовательных школ Ташкента в 16,8 % обучение велось на русском языке, а в 31,5 % — на русском и узбекском. В 2013/2014 учебном году в Узбекистане действовало 886 школ с русским языком обучения, где обучалось 8,95 % всех школьников страны. К 2017/2018 учебному году количество таких школ увеличилось до 903, а доля учащихся, обучающихся на русском языке, достигла 10 %. На 2025 год обучение на русском языке ведётся в 862 узбекистанских школах.

## Особенности
Географическое распределение русскоязычного населения в Узбекистане всегда имело анклавный характер. Как родной, русский язык передавался из поколения в поколение преимущественно в крупных городах, и в первую очередь, в Ташкенте. Ввиду этого, русская речь Узбекистана до последнего времени была довольно консервативна, хотя, под влиянием местных особенностей, она и использует единичные лексические экзотизмы из тюркских диалектов, как например, «чилля» (летняя жара, характерная для Средней Азии).
Среди части узбекоязычного населения распространено владение русским языком на бытовом уровне, которое характеризуется ограниченным словарным запасом и частыми нарушениями орфоэпии и грамматики. Подобные отклонения объясняются интерференцией узбекского языка, который отличается агглютинативной структурой и другим порядком слов, а также тем, что русский часто усваивается не в школе, а в повседневной устной среде, без систематического изучения.